# Caro Cult

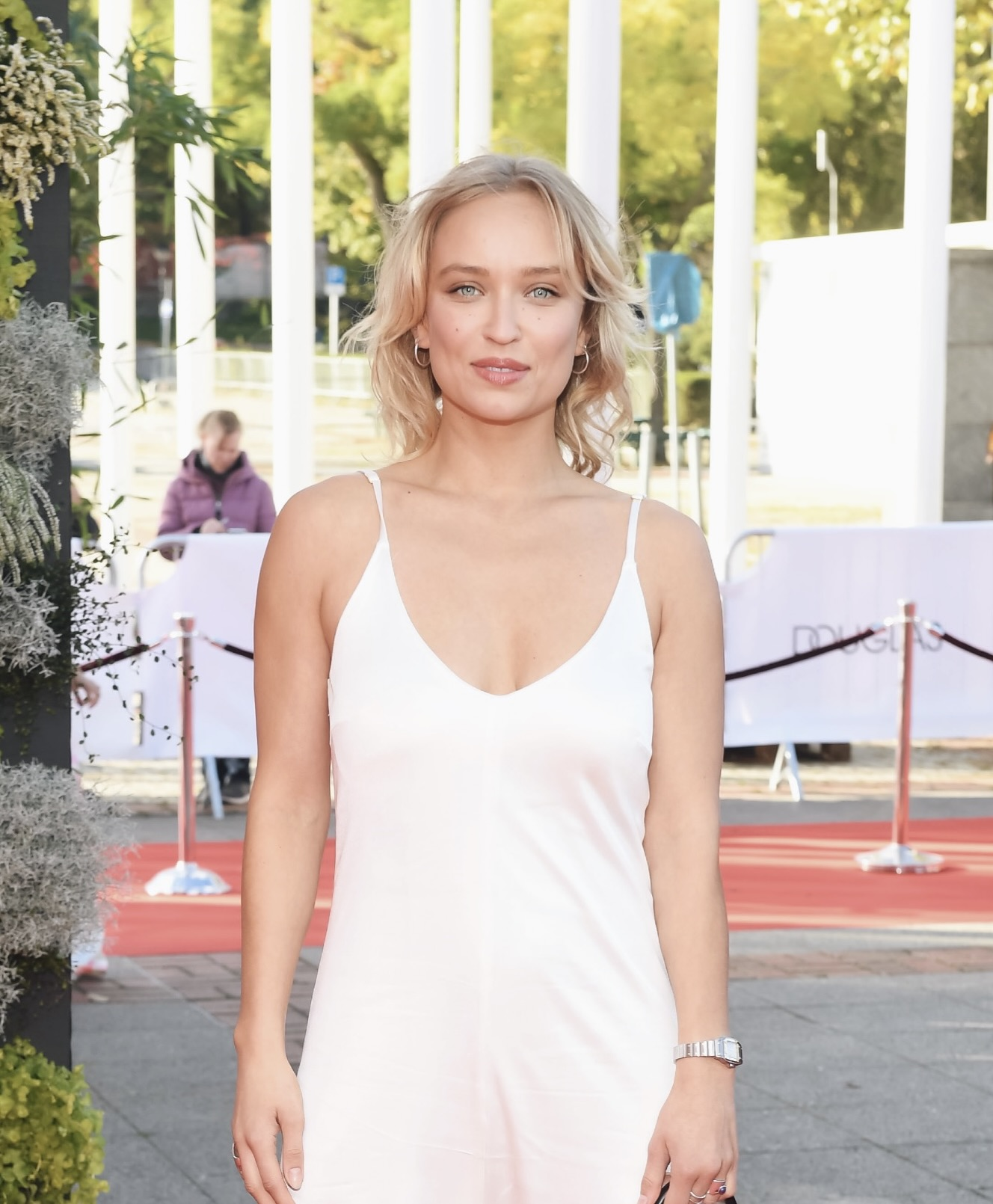
Caro Cult beim Deutschen Filmpreis 2021

Caro Cult (* 27. Juni 1994 in Hannover) ist eine deutsche Schauspielerin.

## Leben
Caro Cult wuchs in der Nähe von Hannover auf. Sie besuchte zuerst eine Schule in Isernhagen, bis sie als 14-Jährige mit ihren Eltern nach Bad Nenndorf zog und dort aufs Gymnasium ging. Sie besuchte von 2009 bis 2011 die TASK Schauspielschule für Kinder & Jugendliche und bekam danach ihre erste Besetzung für ein Jugendprojekt im Staatstheater Hannover.
2012 brach sie ihre Schulausbildung ab, um nach Berlin zu ziehen und ihrer Künstlerkarriere zu folgen. Sie drehte erste Musikvideos und Kurzfilme sowie den Independent-Film Teens on Age mit Henning Gronkowski und wurde die Muse des Starfotografen Oliver Rath. Daraus entstand eine jahrelange Zusammenarbeit und Freundschaft. Außerdem zierte sie sein Buchcover Berlin Bohème, womit sie erstmals die Aufmerksamkeit der internationalen Künstlerszene erlangte.
Es folgten erste Nebenrollen in Filmproduktionen sowie Mini-Serien-Hauptrollen in Wait for Me und Smell the Spell der französischen Regisseure Michel Reilhac und Stephane Barbato. Smell the Spell wurde auf den Internationalen Filmfestspielen von Cannes gezeigt.
2016 übernahm sie ihre erste große Hauptrolle in dem Film High Society der Regisseurin und Drehbuchautorin Anika Decker, was ihr 2017 zum Durchbruch im deutschen Kino verhalf. Im gleichen Jahr spielte sie weitere Hauptrollen in dem Thriller Justice, der Kiffer-Komödie Fette Kumpelz und dem Piloten der Serie White Wedding, welche zunächst als Spielfilm entwickelt wurde. 2018 wurde sie für die deutsche Serie Babylon Berlin gecastet und erhielt eine Ensemble-Rolle. Daraufhin war sie in Haupt- und Hauptnebenrollen im Kroatienkrimi, der Netflix-Serie Biohackers und einem Märchen, Die Hexenprinzessin, dem Tatort, sowie im Film Immenhof – Das große Versprechen zu sehen. 2022 war sie in der Hauptrolle der Paula im Netflix-Freundschaftsdrama Für Jojo zu sehen, für die sie vor allem von internationalen Kritikern hoch gelobt wurde.

## Sonstiges
Cult lebt vegan und setzt sich für Tierschutz ein, u. a. in Zusammenarbeit mit Organisationen wie PETA2 und engagiert sich beispielsweise als Schirmfrau für „Netzwerk F“.
Neben ihren Filmprojekten begann sie mit Werbespots für About You, Kleiderkreisel, Douglas und das Videospiel Star Wars: Battlefront II
Sie spricht Deutsch, Englisch und Französisch.
Sie ist seit Mai 2024 verheiratet.

## Filmografie

### Kino
- 2016: Fucking Berlin
- 2016: Gut zu Vögeln
- 2017: LOMO – The Language of Many Others
- 2017: High Society
- 2018: Interrail
- 2018: Justice – Verstrickt im Netz der Macht
- 2019: Mein Lotta-Leben – Alles Bingo mit Flamingo!
- 2020: Nightlife
- 2022: Immenhof – Das große Versprechen
- 2022: Für Jojo (Netflix)
- 2023: Das Beste kommt noch!
- 2024: Mels Block

### Fernsehen
- 2018: Die Kanzlei – Hundstage (Serie)
- 2019: Notruf Hafenkante – Das Buddelschiff (Serie)
- 2019: Einstein – Skin-Effekt (Serie)
- 2019: Erzgebirgskrimi – Der Tote im Stollen
- 2020: Babylon Berlin (Serie, 3. Staffel, 5 Folgen)
- 2020: Der Kroatien-Krimi – Tränenhochzeit (Reihe)
- 2020: Tatort – Borowski und der Fluch der weißen Möwe (Reihe)
- 2020–2021: Biohackers (Serie, 12 Folgen)
- 2020: Die Hexenprinzessin (Fernsehfilm)
- 2023: Löwenzahn: Voller Akku – Alle Kraft für Horsti (Serie)
- 2023: Kohlrabenschwarz – Blut und Ton (Serie)
- 2023: Stadtkomödie – Heribert (Reihe)
- 2023: SOKO Leipzig – Mordsmäßig (Serie)[19]
- 2024: Tatort – Pyramide (Reihe)
- 2024: Heribert (Fernsehfilm)
- 2024: Viktor bringt’s – Mit oder ohne Happy End? (Serie)
- 2025: Gerry Star – Der (schlechteste) beste Produzent aller Zeiten (Serie)
- 2025: Die Chefin – True Crime (Serie)
- 2025: Stralsund – Blutgeld (Reihe)

### Internet
- Wait For Me
- Smell the Spell